# Hydra daqingensis
Hydra daqingensis is een hydroïdpoliep uit de familie Hydridae. De poliep komt uit het geslacht Hydra. Hydra daqingensis werd in 2000 voor het eerst wetenschappelijk beschreven door Fan. 